# Ingénierie de la construction à Bruxelles
La région bruxelloise possède un important patrimoine d'ingénierie de la construction. Ces ponts, tunnels, bâtiments, structures... ont été construits pour répondre aux besoins croissants liés à l'extension de Bruxelles et témoignent du savoir-faire des ingénieurs belges à toutes époques.

## Bruxelles, une ville de chantiers[2],[3]
Au cours de son histoire, Bruxelles a été la scène de nombreux chantiers visant à moderniser la ville. Parmi ces chantiers :
- la construction, entre le haut Moyen Âge et le XIVe siècle de deux enceintes successives et le creusement du canal de Willebroeck, vers Anvers et le réseau fluvial nord, puis le canal de Charleroi vers le sud ; le premier au XVe siècle, le second au XVIe siècle[pas clair];
- le démantèlement de la seconde enceinte sur le tracé de laquelle on a installé les boulevards de la Petite Ceinture au début du XIXe siècle;
- le voûtement de la Senne, transformée en collecteur central des égouts, et l'aménagement des boulevards centraux à la fin du XIXe siècle
- la jonction ferroviaire Nord-Midi, reliant la gare de Bruxelles-Midi à la gare de Bruxelles-Nord, dont le chantier s'est étendu sur près d'un demi-siècle (entre 1909 et 1952) et qui offre six voies souterraines traversant le centre avec une gare centrale et une connexion directe à l'aéroport de Bruxelles national situé hors de la ville;
- le second voûtement de la Senne, transformée en collecteur, le long des boulevards ouest de la Petite Ceinture (entre 1931 et 1955);
- l'aménagement en voie rapide de la Petite Ceinture est et nord contournant le centre et transformée en artère de grande circulation avec plusieurs tunnels pour le franchissement de carrefours. Les travaux (entre 1955 et la fin des années 1970) ont permis une circulation continue sur plusieurs kilomètres. Il en est de même à l'avenue Louise et sur une partie des boulevards de moyenne ceinture (ces voiries n'ont cependant pas un profil d'autoroute, les bandes de circulation alternées de la petite ceinture n'étant pas séparées par un terre-plein central tandis que de nombreux feux tricolores permettent les entrées et sorties de voitures venant de différentes artères tout en ménageant des traversées pour piétons)
- la réalisation du prémétro et du métro bruxellois (à partir de 1964 et en extension depuis);
- des aménagements ferroviaires tirant parti de l'important réseau de voies de chemin de fer tracé en pleine ville dès le XIXe siècle pour créer un RER jumelé avec les voies des trains interrégionaux et des internationaux. Il en résulte un élargissement des tranchées et la reconstruction des infrastructures et des ponts, ainsi que la modernisation ou la création de plusieurs points d'arrêt transformés en stations dont certaines connectées au réseau de métro;
- un nouveau tunnel de jonction ferroviaire entre le métro et les chemins de fer qui desservent tous deux le Berlaymont, siège de la commission européenne, et aussi dans le but de relier le quartier européen à l'aéroport (tout en offrant un parcours de rechange potentiel à une partie des convois qui empruntent la jonction centrale nord-midi en voie de saturation).

## Ouvrages d'ingénierie

### Réalisations remarquables[4]
Il existe un ensemble de réalisations qui sont remarquables par :
- une caractéristique technique remarquable (dimension, forme, etc.),
- l'utilisation d'une technique novatrice,
- l'utilisation d'un procédé d'exécution original,
- l'emploi d'un matériau nouveau,
- une conception durable, etc.

#### Ponts, passerelles, viaducs remarquables
| - Passerelle de la Chaussée de Stockel, 2003 - Passerelle de la rue de Gosselies, 1944 - Passerelle de la Woluwe, avenue de Tervuren, 2001 - Passerelle du Parc des Expositions, 2000 - Passerelle du parc d'Osseghem, 1935 - Passerelle du parc Tournay-Solvay, 1905 - Passerelle du Parlement européen, 2005 - Passerelle du Peterbos, 2010 - Pont de Buda, 1955 - Pont de la Petite-Ile[Lequel ?] - Pont de la chaussée d'Etterbeek, 1976 - Pont Vierendeel d'Anderlecht, 1932 - Pont de la rue du Charroi, 1911 - Pont de la rue du Miroir, 1944 - Pont Vierendeel de Laeken, 1942 | - Pont ferroviaire de Schaerbeek, 2005 - Pont Albert, 1925 - Pont de la place de la Justice, 1957 - Pont de la rue du Germoir, 2007 - Pont de l'avenue du Jubilé, 1904 - Pont de l'Humanité, 1995 - Pont Gray-Couronne, 1878 - Pont de la chaussée de Haecht, 1909 - Pont de la chaussée de Helmet, 1909 - Pont Sobieski, 1906 - Viaduc autoroutier de la Pède, 1976 - Viaduc de Vilvorde, 1975 - Viaduc du boulevard du Midi, 1914 - De Zeventien Bruggen - Viaduc TGV gare Bruxelles-Midi, 2006 |

#### Bâtiments remarquables
| - Abattoirs d'Anderlecht (grande halle), 1890 - Ancien siège de la Caisse Générale d'Épargne et de Retraite (Bruxelles), 1889 - Arc de triomphe du Cinquantenaire, 1905 - Atomium, 1958 - Auditoire Paul-Émile Janson de l'ULB, 1957 - Auvent de la place Flagey, 2008 - Banque Brunner (bâtiment), 1900 - Banque nationale de Belgique (bâtiment), 1953 - Bâtiment de la Banque Bruxelles Lambert, 1964 - Basilique nationale du Sacré-Cœur de Koekelberg, 1970 - Berlaymont, 1967 - Brussimmo, 1993 - C.B.R. (bâtiment), 1971 - Centre communautaire "de Markten", 1854 - Centre de communication Nord, 1994 - Centre démocratique humaniste (bâtiment), 1964 - Centre sportif de la forêt de Soignes, 1986 - Centre sportif de Woluwe-Saint-Pierre, 1974 - Chapelle du collège Sint-Jan Berchmans, 1852 - Chapelle moderne de la Belgique joyeuse, 1958 - Chapelle Notre-Dame des Cieux, 1956 - Château d'eau rue Marconi, 1904 - Cirque Royal, 1953 - Complexe Citroën, 1934 - Conseil Européen, en construction - Covent Garden (bâtiment), 2007 - École Berkendael (auvent), 1999 - École Cooremans, 1880 - École Européenne de Laeken, en construction - École fondamentale Baron Steens, 1897 - École Les Marronniers, 1902 - Église du Christ-Roi, 1983 - Église du Divin Enfant-Jésus | 1942 Église Saint-Augustin, 1936 Église Sainte-Suzanne, 1928 Église Saint-Jean-Baptiste, 1932 Église Saint-Marc, 1970 Église Saint-Pie X, 1967 Entrepôt A de Tour & Taxis, 1904 - Entrepôt Royal de Tour & Taxis, 1907 | - Établissement d'Ieteren (bâtiment rue du Mail), 1967 - Foncolin (bâtiment), 1958 - Forest National, 1971 - Galerie Ravenstein, 1958 - Galeries Royales Saint-Hubert (verrière), 1847 - Garage Renault à Anderlecht, 1963 - Garage Wismeyer, 1948 - Gare maritime de Tour & Taxis, 1910 - Glacières royales, 1874 - Glaverbel (bâtiment), 1967 - Grandes Halles du Cinquantenaire, 1897 - Hall de tennis rue du Beau Site, 1958 - Halle Bordiau, 1880 - Halles de Schaerbeek, 1901 - Hippodrome de Groenendael, 1980 - Hôtel de ville de Bruxelles (restauration de la flèche), 1997 - Hôtel Hilton de Bruxelles, 1967 - Ieder zijn Huis, 1961 - Institut de Sociologie de l'ULB (Auvent), 1966 - Institut Jules Bordet, 1939 - Koningklijke Vlaamse Schouwburg, 1887 - Léopold Village, 2010 - Logements sociaux rue Marconi, 1902 - Magasins Merchie-Pède, 1862 - Maison de Bellone (verrière), 1996 - Maison Dubois-Petit, 1901 - Mont-de-piété, 1862 - Musée des Instruments de Musique (Old England), 1899 - Muséum des sciences naturelles de Belgique, 1905 - Office national de l'Emploi (bâtiment), 1964 - Palais 3 du Heysel, 2007 - Palais 5 du Heysel, 1935 - Palais 7 du Heysel, 1958 - Palais 11 du Heysel, 1977 - Palais 12 du Heysel, 1988 - Palais de Justice, 1883 - Parking 58, 1957 - Parlement européen (bâtiment) (couverture), 1990 - Pavillon d'accueil de l'Expo 58 (place de Brouckère), 1957 - Pavillon de la France de l'Expo 58, 1958 | - Pavillon de la R.F.A. de l'Expo 58 (passerelle), 1958 - Pavillon des États-Unis de l'Expo 58, 1958 - Pavillon des Industries britanniques de l'Expo 58, 1958 - Pavillon des Transports de l'Expo 58, 1958 - Pavillon Marie-Thumas de l'Expo 58, 1958 - Pavillon Pan Am de l'Expo 58, 1958 - Pavillon Philips de l'Expo 58, 1958 - Pavillon tchécoslovaque de l'Expo 58, 1958 - Pavillons français, 1934 - PetroFina (couverture du restaurant d'entreprise), 1994 - Piscine du Poseidon, 1964 - Piscine Longchamps, 1971 - Planétarium de Bruxelles, 1935 - R.T.T. (bâtiment), 1959 - Réservoir d'Etterbeek, 1871 - Réservoir d'Ixelles, 1855 - Résidence de la Cambre, 1939 - Résidence Eden Green, 1966 - Résidence Palace, 1928 - Royale Belge, 1970 - Salle de Sport sur le Campus Erasme de l'ULB, 2009 - Serres royales de Laeken, 1905 - Solvay Brussels School, 2010 - Stade Constant Vanden Stock, 1988 - Stade Roi Baudouin (couverture des tribunes), 1998 - Station de métro Sainte-Catherine (auvents), 2005 - Station d'épuration nord, 2006 - Station métro Erasme, 2003 - Station métro Beekkant, 1977 - Station métro Osseghem, 197 - Tour Rogier, 200 - Tour du Midi, 196 - Tour Madou, 196 - Tour PS, 1957 |

#### Tunnels et ouvrages souterrains remarquables
| - Station de métro Louise bis, 1984 - Station de métro Saint-Guidon, 1980 - Station de métro sous la rue Couverte, 1987 - Tunnel de la Jonction Nord-Midi, 1952 - Tunnel ferroviaire de jonction Schuman-Josaphat, en construction - Tunnel ferroviaire Mérode-Josaphat, 1926 - Tunnel ferroviaire du Vivier d'Oie, 1926 - Tunnel métro entre les stations Porte de Namur et Louise, 1982 - Tunnel métro rue de la Loi, 1969 - Tunnel métro sous le canal (rue Locquenghien), 1978 | - Tunnel métro sous la jonction Nord-Midi, 1974 - Tunnel métro sous le Parc de Bruxelles, 1969 - Tunnel métro sous les boulevards du centre, 1976 - Tunnel métro sous l'usine Côte d'Or, 1987 - Tunnel métro-routier Léopold II, 1986 - Tunnel métro-routier sous le canal (place Sainctelette), 1986 - Tunnel routier Bailli-Louise, 1963 - Tunnel routier Louise, 1958 - Tunnel routier-métro du Cinquantenaire, 1976 - Voûtement de la Senne (premier), 1871 |

#### Autres ouvrages remarquables
| - Cimetière de Laeken (galeries funéraires), 1876 - Flèche du Génie Civil de l'Expo 58, 1958, - Porte des Nations de l'Expo 58, 1958 - Signal de Zellik, 1963 - Tour VRT/RTBF, 1979 |

### Autres réalisations

#### Ponts
- Liste des ponts de Bruxelles

#### Bâtiments
- Liste des plus hauts gratte-ciel de Bruxelles

#### Tunnels
- Liste des tunnels de Bruxelles

## Personnalités du monde de l'ingénierie en région bruxelloise
Plusieurs personnalités (ingénieurs, entrepreneurs, etc.) ont contribué au développement de l'ingénierie en région bruxelloise :
- Louis Baes, ingénieur du Palais 5 du Heysel
- Paul Christophe, un des pionniers de l'utilisation du béton armé
- François Hennebique, l'un des pères du béton armé, installé à Bruxelles pendant une partie de sa carrière
- Abraham Lipski, inventeur de la poutre mixte béton-acier préfléchie
- Gustave Magnel, l'un des pionniers, avec l'ingénieur français Eugène Freyssinet, du béton précontraint
- Paul Moenaert
- André Paduart, avec notamment sa contribution au développement des voiles minces en béton armé
- Jacques Verdeyen (1900-1969), fondateur du laboratoire de mécanique des sols de l'Université Libre de Bruxelles
- Arthur Vierendeel, inventeur de la poutre qui porte son nom
- André Waterkeyn, ingénieur de l'Atomium

## Formation des ingénieurs en région bruxelloise
Les ingénieurs qui s'occupe de la construction sont soit des ingénieurs civils soit des ingénieurs industriels. 
En région bruxelloise, s’ils sont ingénieurs civils des constructions ou ingénieurs civils architectes, ils sont formés à l’Université libre de Bruxelles (Faculté des Sciences Appliquées) soit à la Vrije Universiteit Brussel. S’ils sont ingénieurs industriels, ils viendront de l’ECAM. 